# Billy Ashcroft
William Ashcroft, più conosciuto con il diminutivo Billy Ashcroft (Liverpool, 1º ottobre 1952) è un ex calciatore inglese, di ruolo attaccante.

## Carriera
Esordisce tra i professionisti nel 1970 all'età di 18 anni con la maglia dei gallesi del Wrexham, che militavano nella terza divisione inglese: gioca in questa categoria per 7 stagioni consecutive, mettendovi a segno in totale 72 reti in 219 presenze. Nel corso di questi anni, dal momento che il Wrexham prendeva parte anche alla Coppa del Galles, vince per 2 volte questa competizione (nelle stagioni 1971-1972 e 1974-1975) prendendo così parte ad altrettante edizioni della Coppa delle Coppe. In particolare, realizza una rete in 4 presenze nella Coppa delle Coppe 1971-1972 e 2 reti in 5 presenze nella Coppa delle Coppe 1975-1976, in cui il club raggiunge i quarti di finale (suo miglior risultato di sempre nella competizione, mai più eguagliato nemmeno in seguito).
In seguito si trasferisce al Middlesbrough, club di prima divisione, dove gioca per cinque stagioni consecutive mettendo a segno 21 reti in 139 partite di campionato; a seguito della retrocessione del Boro in seconda divisione al termine della stagione 1981-1982, si trasferisce nei Paesi Bassi al Twente, club della prima divisione locale, con cui in un triennio in questa categoria mette a segno 29 reti in 77 partite. Nell'estate del 1985 torna poi in patria, giocando un'ultima stagione in quarta divisione con il Tranmere, con cui realizza 2 reti in 23 partite di campionato.

## Palmarès

### Club

#### Competizioni nazionali
- Coppa del Galles: 2

Wrexham: 1971-1972, 1974-1975